# Mycetophila luederwaldti
Mycetophila luederwaldti är en tvåvingeart som först beskrevs av Günther Enderlein 1910.  Mycetophila luederwaldti ingår i släktet Mycetophila och familjen svampmyggor. Inga underarter finns listade i Catalogue of Life.